# Кубок Кіпрської футбольної асоціації
Кубок Кіпрської футбольної асоціації (англ. Cyprus International Tournaments) — щорічний міжнародний турнір, який проводиться між європейськими збірними в лютому на Кіпрі. Зазвичай, в турнірі беруть участь збірна Кіпру як господарка турніру та кілька запрошених збірних. 

## Історія
Вперше пройшов 1995 року як кілька непов'язаних між собою ігор, в яких перемогу святкувала збірна Норвегії.
У 1998 році турнір складався з двох груп по три збірних, переможці яких грали у фіналі.
З 1999 року турнір став проходити у форматі плей-оф з фіналом у якому визначався переможець турніру.
У 2006 році відбулося два паралельних турніри, в кожному з яких виступало по чотири команди, але вже з наступного року організатори повернулись до попередньої моделі змагань.

## Фінали
| Рік       | Переможець    | Фінал         | 2 місце       |
| --------- | ------------- | ------------- | ------------- |
| 1995      | Норвегія      | Груповий етап | Кіпр          |
| 1996      | Азербайджан   | Груповий етап | Кіпр          |
| 1997      | Польща        | Груповий етап | Кіпр          |
| 1998      | Кіпр          | 1-0           | Словенія      |
| 1999      | Греція        | 1-0           | Бельгія       |
| 2000      | Кіпр          | 3-2 ОТ        | Румунія       |
| 2001      | Румунія       | 3-0           | Литва         |
| 2002      | Чехія         | 4-3           | Кіпр          |
| 2003      | Росія         | 4-2           | Румунія       |
| 2004      | Румунія       | 3-0           | Угорщина      |
| 2005      | Фінляндія     | 2-1           | Кіпр          |
| 2006 (І)  | Греція        | 2-0           | Казахстан     |
| 2006 (ІІ) | Румунія       | 2-0           | Словенія      |
| 2007      | Болгарія      | 3-0           | Кіпр          |
| 2008      | Польща        | Груповий етап | Кіпр          |
| 2009      | Україна       | 1-0           | Сербія        |
| 2010      | Не відбувався | Не відбувався | Не відбувався |
| 2011      | Україна       | 1-1(5-4 пен.) | Швеція        |